# 鹿乗町
鹿乗町（かのりちょう）は、愛知県瀬戸市水野連区の町名。

## 地理
瀬戸市北西端に位置し、南は十軒町・内田町、北は春日井市玉野町、北東は川平町、北西は春日井市高蔵寺町に接する。

### 河川
- 庄内川
- 水野川

## 世帯数と人口
2023年（令和5年）5月1日現在の世帯数と人口は以下の通りである。
| 町丁   | 世帯数 | 人口  |
| ------ | ------ | ----- |
| 鹿乗町 | 83世帯 | 171人 |

### 人口の変遷
国勢調査による人口の推移
| 1995年（平成7年）  | 288人 | [ 7 ]  |  |
| 2000年（平成12年） | 252人 | [ 8 ]  |  |
| 2005年（平成17年） | 228人 | [ 9 ]  |  |
| 2010年（平成22年） | 202人 | [ 10 ] |  |
| 2015年（平成27年） | 200人 | [ 11 ] |  |
| 2020年（令和2年）  | 178人 | [ 12 ] |  |

## 学区
市立小・中学校に通う場合、学区は以下の通りとなる。また、公立高等学校普通科に通う場合の学区は以下の通りとなる。
| 番・番地等 | 小学校             | 中学校             | 高等学校 |
| ---------- | ------------------ | ------------------ | -------- |
| 全域       | 瀬戸市立水野小学校 | 瀬戸市立水野中学校 | 尾張学区 |

## 歴史

### 町名の由来
玉野川（庄内川）の対岸高蔵寺の縁起に、「本尊薬師如来は深淵より白き鹿に乗りて上がらせ給ふ霊像」とあり、「鹿乗が淵」と名付けられたことによる。

### 沿革
- 1964年（昭和39年）10月1日 - 大字下水野の一部より、鹿乗町が成立[15][2]。
- 1984年（昭和59年） - 十軒町との間で境界を変更[15]。

### 史跡
- 入尾城跡

## 施設
- ホテルローズクォーツ
- 鹿乗町民会館
- 旭工業
- 八幡社
- 岩割瀬神社

## 交通

### 道路
- 国道155号
- 愛知県道15号名古屋多治見線（愛岐道路） - 鹿乗町交差点以南（起点方向）は国道155号と重複
- 愛知県道53号春日井瀬戸線
  - 鹿乗橋 - 小型特殊自動車を除き、南行き一方通行（起点→終点方向）となっている。

### バス
- 瀬戸市コミュニティバス
  - 鹿乗町東停留所
  - 鹿乗町停留所
  - 鹿乗町民会館停留所

## その他
当町は、瀬戸市内で唯一市外局番が春日井市等と同じ0568の区域となっている（他は0561）。

### 日本郵便
- 郵便番号 ： 489-0007[4]（集配局：瀬戸郵便局[16]）。